# Shin’ya Yabusaki
Shin’ya Yabusaki (japanisch 薮崎 真哉 Yabusaki Shin’ya; * 1. Juni 1978 in der Präfektur Chiba) ist ein ehemaliger japanischer Fußballspieler.

## Karriere
Yabusaki erlernte das Fußballspielen in der Schulmannschaft der Narashino High School. Seinen ersten Vertrag unterschrieb er 1997 bei den Kashiwa Reysol. Der Verein spielte in der höchsten Liga des Landes, der J1 League. 1999 gewann er mit dem Verein den J.League Cup. Ende 2002 beendete er seine Karriere als Fußballspieler.

## Erfolge
Kashiwa Reysol
- J.League Cup

Sieger: 1999